# Johan Vilhelm Snellman
Johan Vilhelm Snellman (født 12. maj 1806 i Stockholm, død 4. juli 1881) var en finsk filosof, social forfatter og statsmand og en pioner ved fremvæksten af en finsk national selvbevidsthed.

## Liv og gerning
Snellman var af finsk slægt, men blev født i Stockholm, hvor hans forældre, søkaptajn Kristian Henrik Snellman og Maria Magdalena Röring, boede i en del år. De flyttede tilbage til hjemlandet efter adskillelsen mellem Sverige og Finland.
Faderen havde studeret filosofi og teologi ved Uppsala Universitet og blev altid ved at beskæftige sig med filosofisk-religiøse problemer, som det var hans glæde at drøfte med sønnen. Denne gik i skole i Uleåborg, blev student i Åbo i 1822, tænkte først på at blive præst, men overgik snart til et rent videnskabeligt studium. I mange år fordybede han sig i Hegels filosofi og tog magistergraden i 1831. I 1830 havde han sluttet sig til "Lördagskvällarnes sällskap", hvor han stod i nær forbindelse med Runeberg, Elias Lönnrot, Fredrik Cygnæus og andre unge mænd, som snart sammen med ham selv skulle danne det nye Finland.

### Den iltre student
Snellman tog doktorgraden 1835 med en afhandling til forsvar for Hegels filosofi. Allerede som student kom han tit i vanskeligheder, blandt andet fordi han uforfærdet kritiserede sine lærere og ofte optrådte overmodigt på de unges vegne. En langvarig konflikt ved universitetet vedrørende disciplinære forhold tilspidsede sig mere og mere, og Snellman kastede sig 1837-38 med sin medfødte voldsomhed ind i denne. Drevet af stærk idealitet satte han al sin energi ind på som kurator for den østerbotniske studenternation at højne og forædle de unges liv og interesser og i så henseende at opmuntre dem til selvstændigt initiativ, samtidig med at han skarpt modsatte sig konsistoriums forsøg på ved straffe og trusler at holde især politiske meningstilkendegivelser nede. Snellman ville holde en forelæsningsserie om "den akademiske friheds virkelige karakter og væsen", og da dette blev ham nægtet, fordrede han ved stadig nye klageskrifter til konsistorium ret dertil, henvisende til sin jus docendi. Ved samme tid blev, på grund af disciplinære forhold, den østerbotniske afdeling imod studenternes ønske delt i to, og Snellman blev imod sin udtrykkelige vilje udnævnt til kurator for den ene. Han nægtede at modtage posten, som han mente ene og alene skulle tildeles ved studenternes frie valg. Han kom derved til at stå i en vanskelig situation, som bragte ham utallige ubehageligheder. Han opdrog studenterne til ved streng selvtugt at begrænse den frihed, som han forlangte for dem, men indskærpede samtidig, at lydighed kun gjaldt den fornuftige autoritet.
Snellmans sag gik fra konsistorium til Åbo Hofret, som dømte ham til bøder for ulydighed mod foresatte. Mens han ventede på udfaldet og opholdt sig i ro i provinsen, beskæftigede han sig med litterær virksomhed. Allerede tidligere havde han udgivet nogle videnskabelige skrifter, som i en tung form fremstillede det hegelske system. Nu forberedte han sig til en fremtræden for offentligheden af en anden art. I efteråret 1839 udgav han i Helsingfors under navnet "Spanska Flugan" (Den spanske flue), hæfte I, en samling forskelligartede artikler: kritikker af videnskabelige og litterære værker, et blik på tidens presseforhold og lignende, som tilfulde svarede til den i titlen angivne hensigt: som et skarpt plaster skulle de udtrække usundheden af samfundet. De følgende hæfter udkom 1840-41, mens Snellman opholdt sig i udlandet, og var af lignende art som det første.

### Drejningen mod finsk nationalisme
I Stockholm udgav Snellman i 1840 to filosofiske skrifter: "Logik" og "Rättslära". Han kom dér snart dels i samarbejde, dels i polemik med Sveriges ledende mænd på det litterære område. Under sin mangesidige optagethed rugede han dog dybest i sit sind på tunge tanker angående sit fædrelands skæbne, som det fremgår af et brev til vennen Fr. Cygnæus fra 1840. Han udkaster deri retningslinjerne for sin fremtidige virksomhed og udtaler en streng dom over Finlands daværende forhold: der findes ikke patriotisk sind eller åndeligt liv i dette land, og der er kun ét middel, som måske endnu kan redde det finske folk fra fuldstændig national og åndelig undergang, nemlig det at gøre finsk til dannelsessprog i Finland. Ved denne tid var svensk enerådende både i skole og ved domstolen, og den eneste vej for en finsktalende til at nå såvel kulturens som samfundslivets højder var at ombytte sit modersmål med svensk. Han følte det som sin pligt at vende tilbage til dette "sit eget og elendighedens hjem" for der "for alle verdenshjørner" at råbe ud, hvad han nu tænker i det skjulte.

### Den store udlandsrejse
Inden Snellman kom hjem, foretog han en længere udenlandsrejse til Tyskland, Østrig og Schweiz og udgav i 1841 "Versuch einer spekulativen Entwicklung der Idee der Persönlichkeit" og i 1842 sit hovedværk "Läran om staten". Han vendte tilbage til Finland lige efter. Imidlertid var konsistoriums uvilje mod ham uformindsket trods hans fremgang både som forfatter og filosof i udlandet; der var ingen stilling for ham at få i Helsingfors. Efter en øjeblikkelig svaghed i retning af at lytte til de venskabelige stemmer, som fra hinsides Den Botniske Bugt lokkede ham til at bytte fædreland og gribe de gode chancer i Sverige, søgte han og fik stillingen som rektor i Kuopio i Savolax.

### År i Kupio
Med sin sædvanlige arbejdsiver greb han fat på alle de opgaver, han kunne aflokke stillingen, og omskabte den lille fredelige by til et åndeligt centrum for landet, ikke mindst ved at han i 1844 dèr begyndte at udgive to sideløbende tidsskrifter: det ene "Maaniehen ystävä" (Landmandens Ven) på finsk var for menigmand og bidrog i høj grad til at vække landbefolkningens oplysningstrang ved sit kvikke, populære indhold (Snellman overlod det efter nogle måneder i andre hænder), det andet på svensk "Saima" var tænkt for det dannede publikum. Det var med dette blad, at Snellman begyndte sin egentlige mission som vækker af et nationalt kulturliv. Han påviste skarpt svagheden i det åndelige liv og de boglige interesser; han hudflettede med ironi landets presse, som af angst ikke berørte almindelige spørgsmål på en oplysende og fremskridtsvenlig måde, men lod dem ligge for i stedet at beskæftige sig med unyttige ting. Uafladelig indskærpede han, at årsagen til denne slaphedstilstand var den, at Finland ikke havde nogen national litteratur; og en national litteratur kunne kun tænkes på det finske sprog. Ved siden af behandledes de forskelligste spørgsmål i "Saima": om skolen, om forbedring af kvindeuddannelsen, om industriens udvikling, om næringsfrihed og told, om grundejerforhold, om fattigpleje — alt på en vækkende og æggende måde; aldrig tidligere havde man sådan diskuteret offentlige anliggender som nu, ofte med stor hidsighed. Især var det de nationale spørgsmål med krav til den dannede klasse om at afstå fra sin sproglig privilegerede stilling, som i mange kredse vakte uvilje.
Imidlertid kunne virksomheden i Kuopio i det lange løb ikke tilfredsstille Snellman. Atter blev han fristet til at søge professorstilling i Sverige; han indsendte ansøgning, men tog den tilbage, da han hørte, at han så aldrig mere måtte vende tilbage til Finland. Han havde nemlig den dybe overbevisning, at en mand skylder sit land sin livsgerning, og besluttede at underkaste sig sin skæbne, skønt med "dump resignation". Udgivelse af "Saima" varede kort. Skønt han altid behandlede sociale og praktiske spørgsmål på en saglig måde, og skønt den heftighed, som ikke sjældent kom til orde i hans polemiske artikler, aldrig havde adresse til landets styrelse, var hans kraftige vækkelsesvirksomhed som sådan en tilstrækkelig årsag til at ængste regeringen, hvis rettesnor var: intet må "høres", det sikreste er, at alt bliver ved det gamle. Udgivelsen af "Saima" blev forbudt i 1846.
Snellman fik dog lejlighed til at fortsætte sin journalistiske virksomhed. I 1847 fik Elias Lönnrot tilladelse til i Kuopio at udgive "Litteraturblad för allmän medborgerlig bildning". Den egentlige redaktør var dog Snellman. Tidsskriftet udkom først to gange, senere kun én gang om måneden, og de såre vanskelige forhold nødte til forsigtighed. Dog blev Snellmans mægtige ånd ved at spores i behandlingen af de offentlige spørgsmål.

### Ophold i Helsingfors
I 1848 søgte Snellman den ledige professorstilling i filosofi i Helsingfors, men blev forbigået. Desuagtet flyttede han til hovedstaden, hvor hans venners forsøg på at få ham ansat ved visse større institutioner — som rektor for en handelsskole og agent for et søassuranceselskab — strandede på regeringens vrangvilje imod ham. Han levede sammen med sin familie i adskillige år i stille tilbagetrukkethed af tilfældigt arbejde. Efter Krimkrigen begyndte der imidlertid at blæse friere vinde, der skete personskifte lige fra tronen og ned til generalguvernørs- og universitetskanslersposterne i Helsingfors, og endelig i 1856 blev Snellman udnævnt til den for en tid af politisk angst nedlagte og nu atter oprettede professorstilling i filosofi — målet for hans bestræbelser lige fra ungdommen.
Den økonomiske uafhængighed gav hans litterære virksomhed ny fart, og det kunne snart spores, at den gamle kæmpe endnu ikke havde nedlagt våbnene i "Litteraturbladet", som var flyttet med ham til hovedstaden, men i mange år havde ligget i andre hænder. En heftig proteststorm vakte hans optræden mod en kritik af finske forhold i Sveriges presse og da især imod i Sverige boende finske kolonister, først og fremmest den unge digter Emil von Qvanten, der kaldte tilstanden i Finland uholdbar og pegede på en genforening med Sverige som eneste udvej af uføret. Snellman anså det for uværdigt at appellere til en fremmed nations medlidenhed; forholdene var tværtimod ved at bedres, og den eneste værdige fremtidsvej for Finland lå i retning af at bygge videre på netop de forhåndenværende forhold. Denne Snellmans påstand skaffede ham en skarp beskyldning for forræderi i Sverige, hvor man desuden så på arbejdet for det finske elements højnelse som udsprunget af et ønske om at drive en kile ind imellem de to søsterlande. Modstanden mod Snellman i hjemlandet forøgedes i visse kredse derved, at han holdt på det såkaldte "Januariutskottet"; dette blev i en tid, hvor hele nationen længtes efter en landdag (den sidste holdtes 1809), sammenkaldt på en grundlovsmæssig set tvivlsom måde, men erklæredes af kejseren, efter at han var blevet gjort opmærksom på ulovligheden, for kun et forberedende udvalg. Snellman anerkendte denne form, mens andre rethaverisk kun stemte for et non possumus. Anklagerne for at bøje sig for magthaverne gjorde den stolte mand bitter.

### De sidste år
I 1863 blev Snellman kaldt ind i senatet som chef for finanserne. I sin stilling som regeringsmedlem fik han lejlighed til at gøre sin indflydelse gældende hos Alexander II. I 1863 udkom på hans foranledigelse det sprogreskript, som gjorde finsk til landets statssprog ved siden af svensk. I 1865 bragte han den af Langenskjöld begyndte møntreform til en heldig afslutning. Den store hungersnød 1867-68 lagde beslag på alle hans kræfter og evner ved det hjælpearbejde, som blev sat i gang af ham, men som ikke virkede efter ønske på grund af manglende forståelse og foretagsomhed inde i landet.
På sin 75 års fødselsdag i 1881 blev Snellman genstand for en mægtig hyldest, men allerede den 4. juli samme år døde han i sin sommerbolig Danskarby i Kyrkslätt.

## Forfatterskab
- Öfnings-exempel lämpade till latinska språkets etymologi. Helsingfors. 1834.Libris 3066601
- Försök till framställning af logiken, utarb. Helsingfors. 1837.Libris 3066594
- Lärobok i psychologien, af. Stockholm. 1837.Libris 3387795
- Philosophisk elementar-curs. Stockholm. 1837-1840.Libris 3066598
- Henrik Ervast. Helsingfors. 1839.Libris 3066595
- Det går an : en tafla ur lifvet : fortsättning. Stockholm. 1840.Libris 1575641
- Om det akademiska studium. Stockholm: Zacharias Hæggström. 1840.Libris 3066597
- Tyskland : skildringar och omdömen från en resa, 1840-1841. Stockholm. 1842.Libris 2127822
- Fyra giftermål : taflor i Terburgs man'er. Stockholm: Looström. 1842.Libris 8410779
- Kärlek och kärlek. Fyra giftermål ; 1. Stockholm: Looström. 1842.Libris 8410781
- Läran om staten. Stockholm, Zacharias Hæggström, 1842. 1842.{{cite book}}:  CS1-vedligeholdelse: location (link)Libris 1698271
- Så går det till ; Ibland går det annorlunda. Fyra giftermål ; 2-3. Stockholm: Looström. 1842.Libris 8410783
- Johan Julin : minnesteckning öfver en vördad och älskad fader för en familjefest hundrade år efter hans födelse. Helsingfors. 1852.Libris 3066596 - Ny utgåva 1984.

### Samlinger og udvalg
- Samlade arbeten. Helsingfors. 1894-1899.Libris 472877
- Vittra skrifter. Helsingfors: Otava. 1895.Libris 8410318
- Strödda skrifter : posthuma och förut utgifna. Samlade skrifter ; 9. Helsingfors. 1896.Libris 435173
- Johan Vilhelm Snellman och hans hustrus brevväxling : jämte orienterande översikter och hågkomster från hemmet. Helsingfors: Schildts. 1928.Libris 2315039
- Svenska silhouetter. Bokvännens bibliotek, 0347-8386 ; 32. Stockholm: Bokvännerna. 1957.Libris 1239159
- Snellman i urval. Helsingfors: Söderström. 1981. ISBN 951-52-0690-1.Libris 7845620
- Samlade arbeten. 1, 1826-1840. Helsingfors: Statsrådets kansli. 1992. ISBN 951-47-6087-5.Libris 7843477
- Samlade arbeten. 12, 1868-1881. Helsingfors: Statsrådets kansli. 1998. ISBN 951-37-2566-9.Libris 7843476
- J.V. Snellman i Europa : resebilder 1840-1847. Skrifter / utgivna av Svenska litteratursällskapet i Finland, 0039-6842 ; 685. Stockholm: Atlantis. 2006. ISBN 91-7353-126-X.Libris 10154530